# Wojna wkrzańska o Przęcław (1425–1427)
Wojna wkrzańska – konflikt zbrojny pomiędzy książętami zachodniopomorskimi i meklemburskimi a Marchią Brandenburską toczony w latach 1425–1427.

## Historia
Konflikt zapoczątkował najazd książąt szczecińskich Ottona II i Kazimierza V w sojuszu z księciem wołogoskim Warcisławem IX, Bogusławem IX słupskim i Henrykiem von Mecklenburg-Stargard na ziemię wkrzańską. Dnia 15 lutego 1425 wojska sojuszników zajęły Prenzlau (Przęcław). W kampanii wzięły udział także siły szlachty wielkopolskiej przebywającej w służbie książąt szczecińskich. W odpowiedzi na to Fryderyk na czele wojsk Marchii zaatakował wzdłuż Odry oblegając zamek Vierraden, gdzie doznał wkrótce klęski w starciu z siłami polsko-pomorskimi.
Dnia 1 maja 1425 r. książęta szczecińscy zawarli w Dyminie antybrandenburski sojusz z księciem Henrykiem von Mecklenburg-Stargard oraz księciami Wenden na Werle Krzysztofem i Wilhelmem. W tej sytuacji Werle stało się pierwszym celem ataku sił Fryderyka. W lutym 1426 r. elektor wyjechał do Frankonii, gdzie zorganizował armię najemną. W międzyczasie pod Pritzwalk syn Fryderyka Jan pokonał siły Krzysztofa z Werle, który poległ w walce. Dnia 23 sierpnia w wyniku zdrady Jan odzyskał Prenzlau a 12 października 1426 r. zawarł rozejm z Wilhelmem z Werle. Dnia 22 maja 1427 r. w Neustadt-Eberswalde zawarto pokój pomorsko-brandenburski oraz meklembursko-brandenburski, kończący dwuletnią wojnę o Prenzlau.